# Fruitschaal, glas en appels
Compotier, verre et pommes (Nederlands: Fruitschaal, glas en appels) is een schilderij van de Franse kunstschilder Paul Cézanne, voltooid in 1880, olieverf op doek, 46 × 55 centimeter groot. Het werk bevindt zich sinds 1991 in de collectie van het Museum of Modern Art te New York, als gift van David Rockefeller en zijn vrouw Peggy.

## Context
Cézanne zag het stilleven als een volwaardig genre, waar het in de loop van de negentiende eeuw door veel academisch opgeleide kunstschilders vooral als oefenmateriaal werd gezien. Hij vond er een eigen beeldtaal in, die paste bij zijn trage manier van schilderen en waarmee hij zijn temperamentvolle karakter wist te temperen. Gedurende zijn hele carrière zou hij stillevens blijven maken, in een voor die tijd volledig nieuwe stijl, vanuit een bijna obsessieve herhalingsdrang. Urenlang was hij bezig met de voorwerpen te schikken alvorens hij begon met schilderen. Hij zocht voortdurend naar compositorisch evenwicht, mede door een afgewogen afwisseling van vormen, texturen en kleuren. Altijd streefde hij naar een totaalcompositie.
Ondanks dat stillevens aan het einde van de negentiende eeuw leken te hebben afgedaan, had Cézanne van het begin af aan veel succes met zijn composities, vooral ook bij het grote publiek. Bijna in zijn eentje zette hij het genre weer terug op de kaart. De werken droegen dan ook in belangrijke mate bij aan het uiteindelijk succes van het impressionisme, in een tijd toen de stroming nog nadrukkelijk nog haar plek moest zien te veroveren.
Ook collega kunstenaars herkenden de kracht van zijn stillevens. De jonge Paul Gauguin, die rond 1880 met Cézanne en Camille Pissarro werkte in Pontoise, schreef erover aan Pissarro: "Heeft Cézanne dan de formule ontdekt om schilderijen te maken die door iedereen geapprecieerd worden? Als hij het geheim inderdaad heeft gevonden om de geconcentreerde en toegespitste expressie van gevoelens om te zetten in een nieuwe werkwijze, maak hem dan wakker in zijn slaap en laat hem erover vertellen".

## Afbeelding

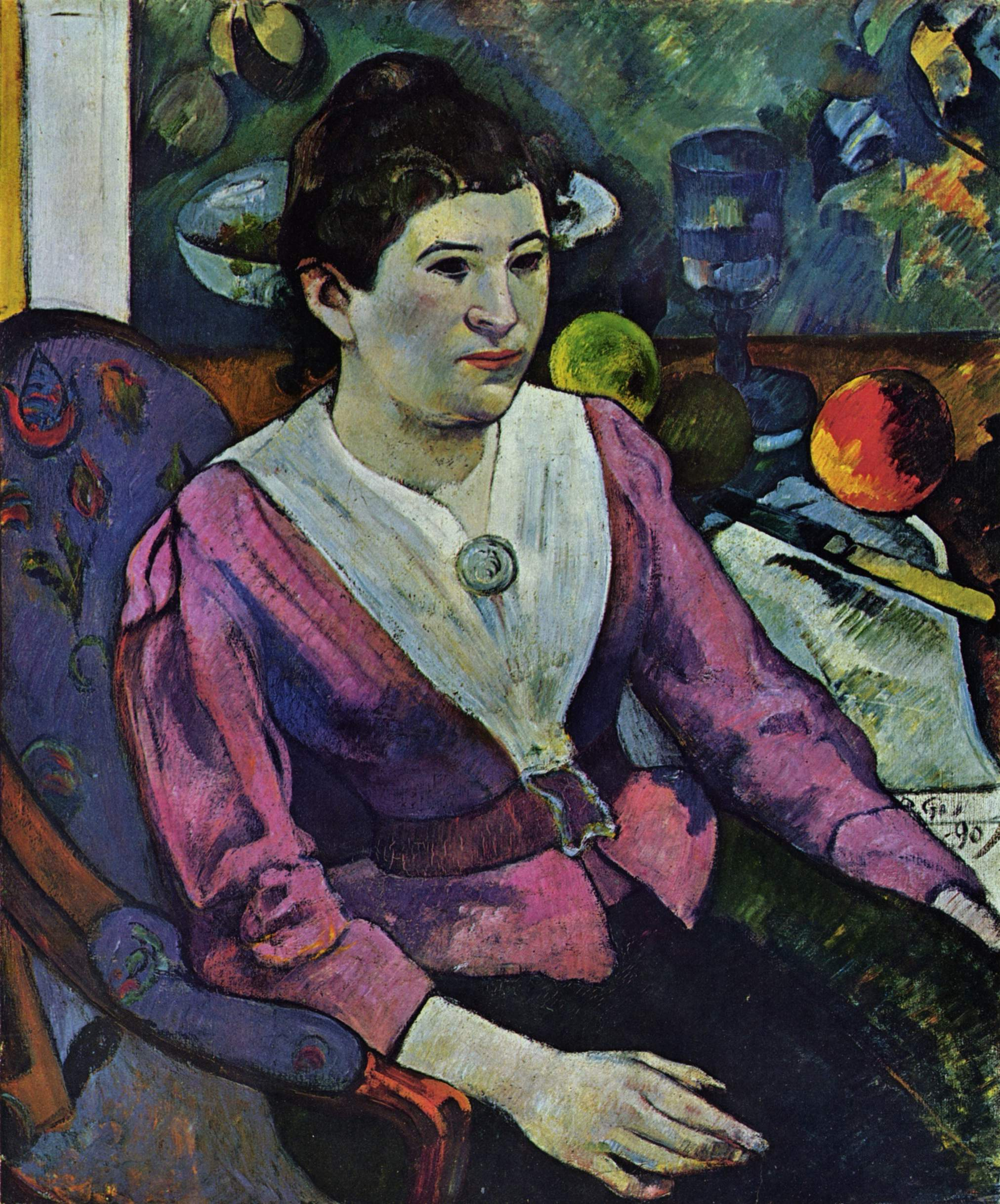
portrait d'une femme à la nature morte de Cézanne, 1890

Voor Fruitschaal, glas en appels heeft Cézanne de objecten vanuit meerdere gezichtspunten gearrangeerd. De donkere omlijningen van de vruchten lopen in elkaar over, waardoor ze tot één geheel worden. Ze verbinden meteen ook de voorgrond met de achtergrond. De achtergrond is donker maar bevindt zich voor het gevoel toch opvallend dicht bij de kijker.
Om diepte te geven aan het werk voegt Cézanne op de tafel in diagonale richting een mes toe. Deze truc, die hij in het Louvre had afgekeken van de door hem bewonderde Jean-Baptiste Siméon Chardin, gebruikte hij later in meer van zijn stillevens.
De penseelstreken zijn krachtig, parallel aangebracht in een diagonale richting, zoals de impressionisten dat vaker deden. Dit resulteert in een wat fijnere structuur, maar geeft tegelijkertijd vagere kleuruitwerking, zoals in de bloemen van het behang en in het glas. Het wit van het servet en de fruitschaal zorgen voor licht en leiden de blik van de toeschouwer naar het midden van het schilderij. Het blauw is gebruikt om schaduwen te creëren en de vormen meer diepte te geven. Uit alles spreekt de zorgvuldige schikking en de afgewogen technische uitvoering, die kenmerkend is voor Cézannes werkwijze.

## Gauguin, Denis

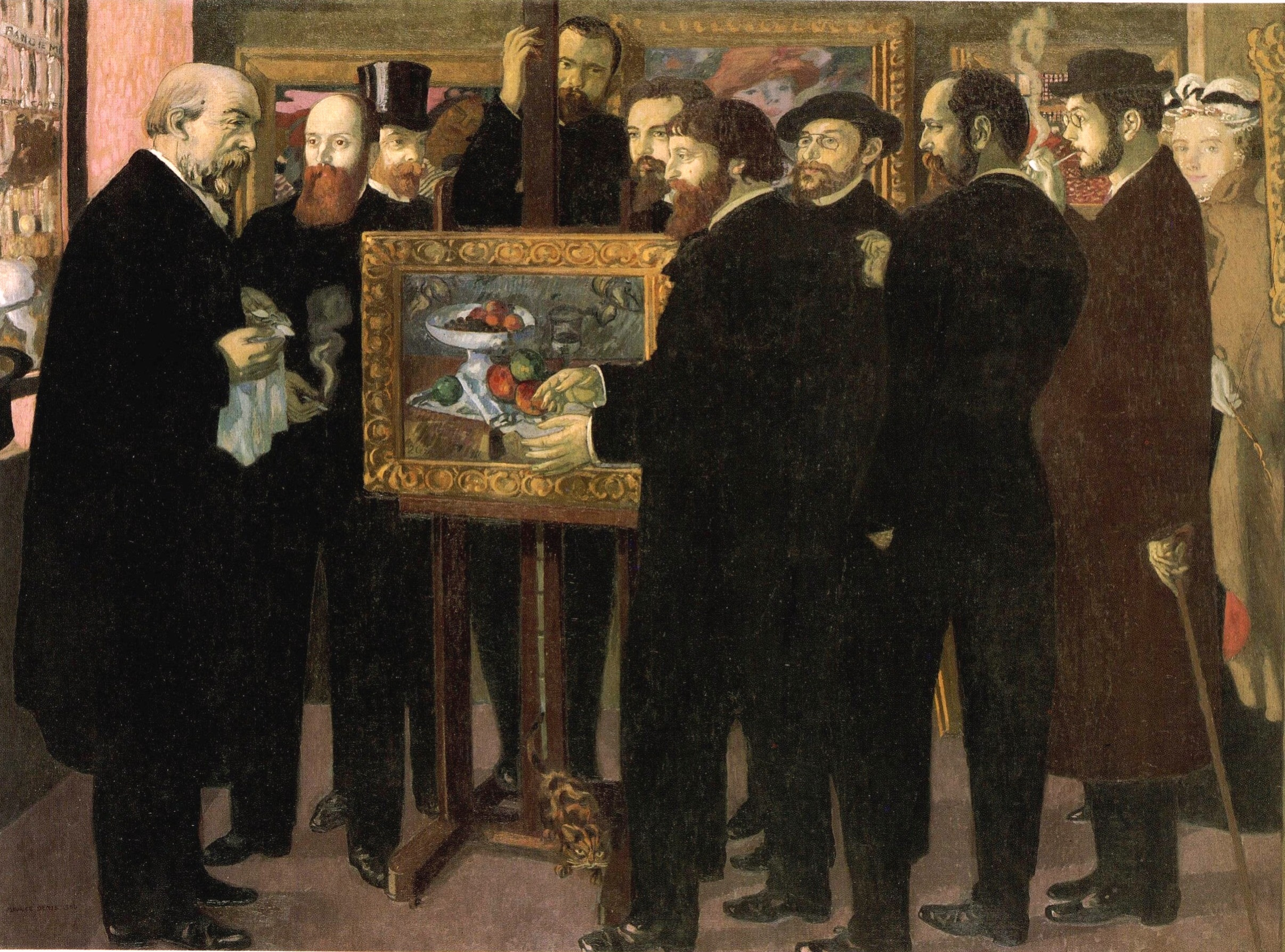
Denis' Hommage à Cézanne, 1900. V.l.n.r. Paul Sérusier, Odilon Redon, criticus André Mellerio (met hoge hoed), Ambroise Vollard, Maurice Denis zelf, Paul Ranson, Ker-Xavier Roussel, Pierre Bonnard, met pijp, en Marthe Denis, de vrouw van de kunstenaar. Op de achtergrond zijn werken van Gauguin en Renoir te herkennen.

Gauguin was zo onder de indruk van Cézannes Fruitschaal, glas en appels dat hij het werk direct van de kunstenaar kocht en het gebruikte ter bestudering van diens " geheim". Hij ontleedde het in al haar aspecten en kopieerde het meermaals, waarbij hij met name ook de techniek van de verfstreken in één richting overnam. In de jaren 1880 zou Gauguin een hele reeks stillevens schilderen, onmiskenbaar geïnspireerd door Cézanne. In 1890 schilderde hij nog een Portret van een jonge vrouw, waarbij het hier besproken stilleven als achtergrond fungeert.
Hoezeer Gauguin ook gehecht was aan het schilderij (hij noemde vaak het zijn "oogappel" en de parel uit zijn collectie), nadat hij in 1895 definitief Frankrijk verruilde voor Tahiti en geld nodig had voor medische zorg, deed hij het toch van de hand. Zijn vriend Maurice Denis vereeuwigde in 1900 het moment waarop het te koop stond in de kunsthandel van Ambroise Vollard, met diverse leden van de kunstenaarsgroep Les Nabis eromheen verzameld (maar zonder Gauguin, die het werk in zijn absentie te koop liet zetten). Denis' schilderij, Hommage a Cezanne getiteld, is retrospectief: de groep was al uit elkaar gevallen toen hij het in 1900 maakte. Het markeert de overgang in Denis werk van Gauguins cloisonnisme naar een meer traditionele stijl, die sterk werd beïnvloed door Cézanne. Cézannes Fruitschaal, glas en appelen lijkt dan ook lovend te worden besproken. Hommage a Cézanne was lange tijd in bezit van André Gide en bevindt zich thans in het Musée d'Orsay.